# Michael Gravgaard
Michael Gravgaard (Randers, 3 de abril de 1978) é um futebolista da Dinamarca.